# Aki Karvonen
Aki Tapani Karvonen (ur. 31 sierpnia 1957 w Valtimo) – fiński biegacz narciarski, trzykrotny medalista olimpijski oraz trzykrotny medalista mistrzostw świata.

## Kariera
Igrzyska olimpijskie w Sarajewie w 1984 r. były jego olimpijskim debiutem. Zdobył tam srebrny medal w biegu na 15 km technika klasyczną, ulegając jedynie Szwedowi Gunde Svanowi. Wywalczył ponadto brązowy medal na dystansie 50 km stylem klasycznym oraz wspólnie z Harrim Kirvesniemim, Juhą Mieto i Karim Ristanenem kolejny brązowy medal w sztafecie 4x10 km. Startował także na igrzyskach olimpijskich w Calgary, ale w swoim najlepszym starcie, w biegu na 30 km stylem klasycznym zajął dopiero 19. miejsce.
W 1982 r. zadebiutował na mistrzostwach świata biorąc udział w mistrzostwach w Oslo. Wraz z Karim Härkönenem, Juhą Mieto i Harrim Kirvesniemim brązowy medal w sztafecie. Jego najlepszym indywidualnym wynikiem tych mistrzostw było 10. miejsce w biegu na 30 km techniką dowolną. mistrzostwa świata w Seefeld in Tirol w 1985 r. były jedynymi, z których wrócił bez medalu. W swoim najlepszym starcie zajął 6. miejsce w biegu na 30 km techniką klasyczną. Na tym samym dystansie podczas mistrzostw świta w Oberstdorfie zdobył srebrny medal przegrywając jedynie z Thomasem Wassbergiem ze Szwecji. mistrzostwa świata w Lahti w 1989 r. były ostatnimi w jego karierze. Razem z Harrim Kirvesniemim, Karim Ristanenem i Jarim Räsänenem zdobył srebrny medal w sztafecie. Jego najlepszym indywidualnym wynikiem na tych mistrzostwach było 4. miejsce w biegu na 15 km stylem klasycznym.
Najlepsze wyniki w Pucharze Świata osiągnął w sezonie 1983/1984, kiedy to zajął 11 
miejsce w klasyfikacji generalnej. W 1989 r. postanowił zakończyć karierę.

## Osiągnięcia

### Igrzyska olimpijskie
| Miejsce | Dzień     | Rok  | Miejscowość | Konkurencja             | Czas biegu | Strata  | Zwycięzca            |
| ------- | --------- | ---- | ----------- | ----------------------- | ---------- | ------- | -------------------- |
| 5.      | 10 lutego | 1984 | Sarajewo    | 30 km stylem dowolnym   | 1:24:26,3  | +2:03,4 | Nikołaj Zimiatow     |
| 2.      | 13 lutego | 1984 | Sarajewo    | 15 km stylem klasycznym | 41:25,6    | +9,3    | Gunde Svan           |
| 3.      | 16 lutego | 1984 | Sarajewo    | Sztafeta 4 × 10 km      | 1:55:06,3  | +1:25,1 | Szwecja              |
| 3.      | 19 lutego | 1984 | Sarajewo    | 50 km stylem klasycznym | 2:15:55,8  | +1:08,9 | Thomas Wassberg      |
| 19.     | 15 lutego | 1988 | Calgary     | 30 km stylem klasycznym | 1:24:26,3  | +5:23,2 | Aleksiej Prokurorow  |
| 20.     | 19 lutego | 1988 | Calgary     | 15 km stylem klasycznym | 41:18,9    | +2:35,6 | Michaił Diewiatjarow |

### Mistrzostwa świata
| Miejsce | Dzień       | Rok  | Miejscowość      | Konkurencja             | Czas biegu | Strata  | Zwycięzca         |
| ------- | ----------- | ---- | ---------------- | ----------------------- | ---------- | ------- | ----------------- |
| 10.     | 20 lutego   | 1982 | Oslo             | 30 km stylem dowolnym   | 1:21:52,3  | +1:47,1 | Thomas Eriksson   |
| 14.     | 23 lutego   | 1982 | Oslo             | 15 km stylem dowolnym   | 38:52,5    | ?       | Oddvar Brå        |
| 3.      | 25 lutego   | 1982 | Oslo             | Sztafeta 4 × 10 km      | 1:56:27,6  | +2:21,8 | Norwegia · ZSRR   |
| 6.      | 18 stycznia | 1985 | Seefeld in Tirol | 30 km stylem klasycznym | 1:18:24,1  | +1:18,8 | Gunde Svan        |
| 12.     | 22 stycznia | 1985 | Seefeld in Tirol | 15 km stylem klasycznym | 40:42,7    | +1:41,5 | Kari Härkönen     |
| 4.      | 24 stycznia | 1985 | Seefeld in Tirol | Sztafeta 4 × 10 km      | 1:52:21,0  | +40,8   | Norwegia          |
| 2.      | 12 lutego   | 1987 | Oberstdorf       | 30 km stylem klasycznym | 1:24:30,1  | +1:53,9 | Thomas Wassberg   |
| 15.     | 15 lutego   | 1987 | Oberstdorf       | 15 km stylem klasycznym | 43:01,8    | +1:10,4 | Marco Albarello   |
| 4.      | 22 lutego   | 1989 | Lahti            | 15 km stylem klasycznym | 42:40,7    | +37,1   | Harri Kirvesniemi |
| 2.      | 24 lutego   | 1989 | Lahti            | Sztafeta 4 × 10 km      | 1:40:12,3  | +1,3    | Szwecja           |

### Puchar Świata

#### Miejsca w klasyfikacji generalnej
- sezon 1981/1982: 31.
- sezon 1982/1983: 45.
- sezon 1983/1984: 11.
- sezon 1984/1985: 26.
- sezon 1985/1986: 28.
- sezon 1986/1987: 25.
- sezon 1988/1989: 31.

#### Miejsca na podium
| Nr | Dzień     | Rok  | Miejscowość | Konkurencja             | Czas biegu | Pozycja | Strata  | Zwycięzca       |
| -- | --------- | ---- | ----------- | ----------------------- | ---------- | ------- | ------- | --------------- |
| 1. | 13 lutego | 1984 | Sarajewo    | 15 km stylem klasycznym | 41:25,6    | 2.      | +9,3    | Gunde Svan      |
| 2. | 19 lutego | 1984 | Sarajewo    | 50 km stylem klasycznym | 2:15:55,8  | 3.      | +1:08,9 | Thomas Wassberg |
| 3. | 12 lutego | 1987 | Oberstdorf  | 30 km stylem klasycznym | 1:24:30,1  | 2.      | +1:53,9 | Thomas Wassberg |